# Калининское сельское поселение (Шолоховский район)
Калининское сельское поселение — муниципальное образование в Шолоховском районе Ростовской области.
Административный центр поселения — хутор Калининский.

## История
В 1836 году был образован хутор Семеновский. До революции 1917 года территория района входила в состав Донецкого округа Области войска Донского. В 1918 году вошла в состав Верхне-Донского округа. А в результате нового административного деления в 1924 году был образован Вешенский район в состав, которого входил хутор Семеновский.
В 1927 году хутор Семеновский получил новое название — Калининский.

## Административное устройство
В состав Калининского сельского поселения входят:
- хутор Калининский;
- хутор Криушинский;
- хутор Матвеевский;
- хутор Нижнекривской;
- хутор Плешаковский;
- хутор Рубежинский;
- хутор Рыбинский.

## Население
| 2010  | 2012  | 2013  | 2014  | 2015  | 2016  | 2017  |
| ----- | ----- | ----- | ----- | ----- | ----- | ----- |
| 1990  | ↗1992 | ↗2005 | ↘1949 | ↘1910 | ↘1870 | ↘1866 |
| 2018  | 2019  | 2020  | 2021  |       |       |       |
| ↘1843 | ↘1789 | ↘1743 | ↘1730 |       |       |       |